# 博卡达马塔
博卡达马塔是巴西阿拉戈斯州的一个市镇。总面积186.57平方公里，总人口24227人，人口密度129.9人/平方公里。